# Renee Schuurman
Renee Schuurman Haygarth (Durban, 26 ottobre 1939 – Howick, 30 maggio 2001) è stata una tennista sudafricana.

## Biografia
Durante la sua carriera vinse il doppio al Roland Garros nel 1959 contro la coppia composta da Yola Ramírez e Rosie Reyes; la sua compagna nell'occasione era la connazionale Sandra Reynolds Price.
Negli anni seguenti vinse tre volte la competizione:
- 1961 contro Maria Bueno e Darlene Hard
- 1962 contro Justina Bricka e Margaret Smith Court (6-4, 6-4)
- 1963 contro Robyn Ebbern e Margaret Smith Court (7-5, 6-4), compagna nell'occasione Ann Haydon Jones

Inoltre vinse anche l'Australian Championships del 1959, giunse in finale nel Torneo di Wimbledon due volte, la prima nel 1960 la seconda nel 1962. Nel singolo giunse in finale all'Australian Championships del 1959 dove perse contro Mary Carter Reitano.
Il figlio Brent Haygarth è stato anch'egli tennista.